# Bibliografia lui Robert A. Heinlein
Scriitorul de science fiction Robert A. Heinlein (1907–1988) a fost productiv într-o carieră care s-a întins de-a lungul a 49 de ani. Bibliografia lui include 32 de romane, 59 de povestiri și 16 culegeri de povestiri publicate în timpul vieții sale. Din opera sa s-au inspirat patru filme (Heinlein a scris scenariul pentru unul dintre ele), două seriale de televiziune, câteva episoade ale unor seriale radiofonice și un joc. Heinlein a editat o antologie a poestirilor SF ale altor scriitori.
Postum au fost publicate trei cărți de non-ficițune, două poeme, două romane science fiction (unul dintre ele, apărut în 2006, fiind o colaborare neobișnuită) și patru antologii.
Printre pseudonimele cunoscute ale lui Heinlein se numără Anson MacDonald (de 7 ori), Lyle Monroe (7), John Riverside (1), Caleb Saunders (1) și Simon York (1). Toate operele atribuite inițial lui MacDonald, Saunders, Riverside și York, precum și multe dintre operele atribuite inițial lui Lyle Monroe au fost ulterior cuprinse în diferite culegeri ale lui Heinlein și atribuite lui.

## Romane
- Methuselah's Children (1941)

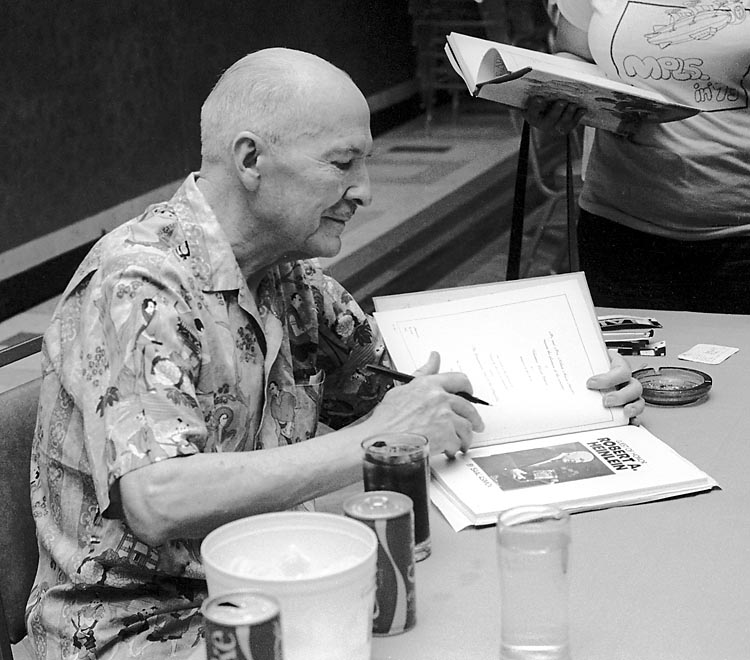
Heinlein semnând autografe la a 34-a convenţie mondială de science fiction Worldcon, din Kansas City, 1976.

- Sixth Column sau The Day After Tomorrow (1941)
- Beyond This Horizon (1942)
- Rocket Ship Galileo (1947)
- Space Cadet (1948)
- Red Planet (1949)
- Farmer in the Sky (1950) (Premiul Hugo, 1951)
- Between Planets (1951)
- The Puppet Masters (1951)

ro. Mânuitorii de zombi - editura Antet 1994
- The Rolling Stones (1952)
- Starman Jones (1953)

ro. Pilotul Jones - editura Nemira 1997
- The Star Beast (1954)
- Tunnel in the Sky (1955)
- Time for the Stars (1956)
- Double Star (1956), (Premiul Hugo, 1956)

. ro. Stea dublă - editura Cristian 1992
- The Door into Summer (1957) - Zombi este numele unui medicament menționat în acest roman cu acțiunea plasată în viitor. Datorită lui eroul principal este total sub controlul falșilor săi prieteni.
- Citizen of the Galaxy (1957)
- Have Space Suit — Will Travel (1958)
- Starship Troopers (1959) (Premiul Hugo, 1960)

ro. Infanteria stelară - editura Cristian 1992 și editura Pygmalion 2002
- Stranger in a Strange Land (1961) (Premiul Hugo, 1962)

ro. Străin în țară străină - editura Vremea 1999
- Podkayne of Mars (1963)
- Glory Road (1963)
- Orphans of the Sky (1963)
- Farnham's Freehold (1965)
- The Moon is a Harsh Mistress (1966) (Premiul Hugo, 1967)

ro. Luna e o doamnă crudă - editura Vremea 1997
- I Will Fear No Evil (1970)
- Time Enough For Love (1973)
- The Number of the Beast (1980)
- Friday (1982)
- Job: A Comedy of Justice (1984)
- The Cat Who Walks Through Walls (1985)
- To Sail Beyond the Sunset (1987)

### Opere postume
- For Us, The Living: A Comedy of Customs (2003) - scrisă în 1939
- Variable Star (2006) - roman scris de Spider Robinson pe baza unei schițe de 8 pagini realizată în 1955 de Heinlein

## Povestiri de ficțiune

### Povestiri din seria "Istoria Viitorului"
- "Life-Line", 1939
- "Let There Be Light", 1940
- "Misfit", 1939
- "The Roads Must Roll", 1940
- "Requiem", 1940
- "If This Goes On—", 1940, primul roman.[1]
- "Coventry", 1940
- "Blowups Happen", 1940
- "Universe", 1941

ro. „Univers”, în Almanah 2009 (Sci-Fi Magazin)
- "—We Also Walk Dogs", 1941 (ca Anson MacDonald)
- "Common Sense", 1941
- "Methuselah's Children", 1941 (extins și publicat ca roman în 1958)
- "Logic of Empire", 1941
- "Space Jockey", 1947
- "It's Great to Be Back!", 1947
- "The Green Hills of Earth", 1947

ro. „Dealurile verzi ale Pământului” - în antologia Cronici metagalactice, editura Tehnică 1990
- "Ordeal in Space", 1948
- "The Long Watch", 1948

ro. "Veghe îndelungată!" - în revista CPSF nr. 82
- "Gentlemen, Be Seated!", 1948
- "The Black Pits of Luna", 1948
- "Delilah and the Space Rigger", 1949
- "The Man Who Sold the Moon", 1951, (a primit retroactiv premiul Hugo pentru "Cea mai bună nuvelă")
- "The Menace From Earth", 1957
- "Searchlight", 1962

### Alte povestiri de ficțiune speculativă
Toate operele atribuite inițial lui Anson MacDonald, Caleb Saunders, John Riverside și Simon York, precum și multe dintre operele atribuite lui Lyle Monroe au fost republicate ulterior în diferite antologii ale lui Heinlein, fiind atribuite lui.
La insistențele lui, trei dintre povestirile lui Lyle Monroe (marcate cu '§') nu au fost niciodată publicate în antologiile lui Heinelin pe perioada vieții lui.
- "Magic, Inc.", 1940 (cunoscută și ca "The Devil Makes the Law")
- "Solution Unsatisfactory", 1940 (ca Anson MacDonald)
- "Let There Be Light", 1940 (ca Lyle Monroe)
- "Successful Operation" 1940 (cunoscut și ca "Heil!") (ca Lyle Monroe)
- "They", 1941
- "—And He Built a Crooked House—", 1941

ro. "Și el construi o casă în dungă" - în antologia Povestiri despre invențiile mileniului III, editura Științifică și Enciclopedică 1986
- "By His Bootstraps", 1941 (ca Anson MacDonald)
- "Lost Legacy", 1941 (cunoscută și ca "Lost Legion") (ca Lyle Monroe)
- "Elsewhen", 1941 (cunoscută și ca "Elsewhere") (ca Caleb Saunders)
- § "Beyond Doubt", 1941 (ca Lyle Monroe, cu Elma Wentz)
- "The Unpleasant Profession of Jonathan Hoag", 1942 (ca John Riverside)
- "Waldo", 1942 (ca Anson MacDonald)
- § "My Object All Sublime", 1942 (ca Lyle Monroe)
- "Goldfish Bowl", 1942 (ca Anson MacDonald)
- § "Pied Piper", 1942 (ca Lyle Monroe)
- "Free Men", 1946 (publicată în 1966)
- "Jerry Was a Man", 1947
- "Columbus Was a Dope", 1947 (ca Lyle Monroe)

ro. "Columb a fost un nătărău" - în almanahul Realitatea ilustrată 1990-1991
- "On the Slopes of Vesuvius", 1947
- "Our Fair City", 1948
- "Gulf", 1949
- "Nothing Ever Happens on the Moon", 1949
- "Destination Moon", 1950
- "The Year of the Jackpot", 1952
- "Project Nightmare", 1953
- "Sky Lift", 1953
- "Tenderfoot in Space", 1956 (serializat în 1958)
- "The Man Who Traveled in Elephants", 1957 (cunoscută și ca "The Elephant Circuit")
- "—All You Zombies—", 1959

ro. "Voi, zombilor" - în revista Helion 1987

### Alte ficțiuni
- "A Bathroom of Her Own", 1946
- "Dance Session", 1946 (poezie de dragoste)
- "The Witch's Daughters", 1946 (poezie)
- "Water Is for Washing", 1947
- "They Do It with Mirrors", 1947 (ca Simon York)
- "Poor Daddy", 1949
- "Cliff and the Calories", 1950
- "The Bulletin Board", 1951

## Antologii
- The Man Who Sold the Moon, 1950
- Waldo & Magic, Inc., 1950
- The Green Hills of Earth, 1951
- Assignment in Eternity, 1953
- Revolt in 2100, 1953
- The Robert Heinlein Omnibus, 1958
- The Menace From Earth, 1959
- The Unpleasant Profession of Jonathan Hoag, 1959 (cunoscută și ca 6 X H)
- Three by Heinlein, 1965
- A Robert Heinlein Omnibus, 1966
- The Worlds of Robert A. Heinlein, 1966
- The Past Through Tomorrow, 1967 (o culegere aproape completă a povestirilor seriei Istoria Viitorului, din care lipsesc doar "Let There Be Light", "Universe" și "Common Sense")
- The Best of Robert A. Heinlein, 1973
- Expanded Universe, 1980
- A Heinlein Trio, 1980 (omnibus care conține Mânuitorii de zombi, Stea dublă și The Door Into Summer)
- The Fantasies of Robert A. Heinlein, 1999 (omnibus care conține Waldo & Magic, Inc. și The Unpleasant Profession of Jonathan Hoag)
- Infinite Possibilities, 2003 (omnibus care conține Tunnel in the Sky, Time for the Stars și Citizen of the Galaxy)
- To the Stars, 2004 (omnibus care conține Between Planets, The Rolling Stones, Pilotul Jones și The Star Beast)
- Off the Main Sequence, 2005 (include trei povestiri neantologate anterior)
- Four Frontiers, 2005 (omnibus care conține Rocket Ship Galileo, Space Cadet, Red Planet și Farmer in the Sky)
- Outward Bound, 2006 (omnibus care conține Have Space Suit—Will Travel, Infanteria stelară și Podkayne of Mars)

### Opere complete
- Virginia Edition, o antologie cartonată în 46 de volume a povestirilor, romanelor și scrierilor de non-ficțiune ale lui Heinlein, plus o selecție a corespondenței personale, a fost anunțată de Meisha Merlin Publishing în aprilie 2005; Robert A. and Virginia Heinlein Prize Trust (aflat în posesia tuturor drepturilor de autor ale lui Heinlein) a inițiat proiectul. Meisha Merlin a ieșit din afaceri în mai 2007 după realizarea a șase volume: I Will Fear No Evil, Time Enough for Love, Infanteria stelară, For Us, the Living, The Door into Summer și Stea dublă.

The Heinlein Prize Trust s-a înhămat la publicarea ediției, dând naștere companiei Virginia Edition Publishing Co. pentru atingerea acestui scop. La fel cum procedase și Meisha Merlin, nu s-a permis achiziționarea de volume individuale, ci doar a întregii ediții. Până în ianuarie 2009 fuseseră publicate 21 de volume: republicarea celor șase de la Meisha Merlin, plus Beyond This Horizon, Străin în țară străină (versiunea extinsă), How to Be a Politician (Take Back Your Government cu titlul său original), Rocket Ship Galileo, Space Cadet, Red Planet, Farmer in the Sky, Between Planets, The Rolling Stones, Pilotul Jones, The Star Beast, Tunnel in the Sky, Time for the Stars, Citizen of the Galaxy și Have Space Suit—Will Travel. Alte 10 volume au apărut în mai 2010: The Future History of Robert Heinlein (două volume similare culegerii din 1967 The Past Through Tomorrow, dar incluzând "Let There Be Light", "Universe" și "Common Sense" și omițând "'—We Also Walk Dogs'"), Friday, The Number of the Beast, Job: A Comedy of Justice, The Cat Who Walks Through Walls, To Sail Beyond the Sunset, Podkayne of Mars, Sixth Column, și Expanded Universe.
În luna iulie a anului 2007, the Heinlein Prize Trust a deschis arhivele online ale lui Heinlein, care permit oricui să intre în posesia manuscriselor tuturor operelor lui Heinlein.

## Cuvânt înainte
- Tomorrow, the Stars, 1952 - antologie cuprinzând povestirile a 14 autori, selectate de Frederik Pohl și Judith Merril, cuvânt înainte de Heinlein, al cărui nume apare pe copertă.

## Non-ficțiune
- No Bands Playing, No Flags Flying - scrisă în 1947, publicată în 1973
- Două articole pentru Encyclopædia Britannica despre Paul Dirac și antimaterie și despre chimia sângelui.
- Grumbles from the Grave, 1989 (postum)
- Take Back Your Government: A Practical Handbook for the Private Citizen, 1992
- Tramp Royale, 1992
- "Spinoff", un articol despre comercializarea invențiilor create de NASA și de programul spațial american, publicat în revista Omni, 1980;  reeditat în Expanded Universe.

## Filmografie
- 1950 - Destination Moon (poveste (din cartea Rocket Ship Galileo), scenariu, consilier tehnic) IMDb (a primit retroactiv premiul Hugo pentru "Cea mai bună prezentare dramatică", 1951)
- 1950 - Tom Corbett, Space Cadet (din cartea Space Cadet) IMDb
- 1953 - Project Moonbase IMDb
- 1959 - The Brain Eaters (din cartea Mânuitorii de zombi, fără a i se cere permisiunea, motiv pentru care Heinlein a intentat proces) IMDb
- 1988 - Uchu no Senshi (serial japonez de televiziune bazat pe Infanteria stelară) (1988)
- 1994 - Red Planet (mini-serial de televiziune bazat pe cartea omonimă) IMDb
- 1994 - The Puppet Masters (bazat pe cartea omonimă) IMDb
- 1997 - Starship Troopers (o adaptare foarte liberă după romanul omonim) IMDb
- 1999 - Roughnecks: The Starship Troopers Chronicles (serial de televiziune bazat pe filmul din 1997), 1999 IMDb

## Legături
- The Notebooks of Lazarus Long, 1978 - mostre de înțelepciune ale personajului Lazarus Long a lui Heinlein, culese de D.F Vassallo
- New Destinies, Vol. VI/iarna 1988 - număr memorial Robert A. Heinlein, 1988
- Fate's Trick, 1988 - "carte joc" de Matt Costello inspirată de Glory Road
- Requiem: New Collected Works by Robert A. Heinlein and Tributes to the Grand Master, 1992
- Două jocuri diferite Starship Troopers au fost scoase pe piață de Avalon Hill în 1976 și 1997
- Dimension X, program SF radiofonic din 1950-1951. Printre alți scriitori, episoadele au avut la bază și creații ale lui Heinlein: filmul Destination Moon (ep. 12), povestirileDealurile verzi ale Pământului (ep. 10), Requiem, The Roads Must Roll și Universe.
- X Minus One, serial radiofonic din 1955-1958: Universe